# زوجة الأناركي (فلم)
زوجة الاناركى هو فيلم إسبانى تم إخراجه بواسطة ماريا نويل وبيتر سير. ويروي قصة حب بين مانويلا (ماريا فالفيردي)وهي امرأة متحمسة وشغوفة وسابقة لعصرها، وبين زوجها خوستو (خوان دييجو بوتو)وهو محام وزعيم أناركى.انتهت الحرب الأهلية الإسبانية وظلت مانويلا تنتظر عودة زوجها الذي تحبه أكثر من الثورة ومبادئها.
وبالرغم من انتهاء الحرب لم تستطع مانويلا ايجاد أي معلومات عن زوجها فقد كان يعتبر هارب من العدالة في نظر نظام فرانكو، وبسبب ذلك لم تستطع مواصلة البحث أو طلب المساعدة من أي شخص لمعرفة مكانه دون أن يشكل ذلك خطرًا كبيرًا.

## وصلات خارجية
- مقالات تستعمل روابط فنية بلا صلة مع ويكي بيانات

- La mujer del anarquista en filmaffinity